# Florian Adam Skomorowski
Florian Adam Skomorowski (ur. 3 maja 1814 w majątku Bzite, zm. 31 października 1855) – polski aktor działający na scenach ziem polskich w XIX w.
Był synem ziemianina Józefa Skomorowskiego i Franciszki z Moszyńskich. Debiutował jako aktor w Teatrze Rozmaitości. W latach 1834–1837 grał w zespole Chełchowskiego, m.in. w Płocku, Kaliszu, Łowiczu, Radomiu, Lublinie. Zachował się tekst sztuki wraz z obsadą Więzienie sieroty (Kasper Hauser) z Biblioteki Teatru Lwowskiego, w którym to przedstawieniu występował Skomorowski (Lwów – 1853, Płock – 1850).
Aktor zmarł w wieku 41 lat na gruźlicę i został pochowany w ziemnej mogile (bez nagrobka) na cmentarzu Powązkowskim w Warszawie.

## Spektakle teatralne
Teatr Lwowski
- 1841 – „Podziemia Raguzy czyli Bracia Niewidzialni”[4]
- 1853 – „Więzienne Sieroty”

Teatr Rozmaitości
- 1851 – „Berek zapieczętowany”[5] – reż. Aleksander Ładnowski. Dzięki grze aktora monodramat cieszył się dużą popularnością. W latach 1851–1871 odgrywany był 127 razy i bił rekordy frekwencji Teatru Rozmaitości[6].

Ponadto
- spektakl „Żyd w beczce” (w roli Icka Leibla) – reż. Aleksander Ładnowski